# 苏庄站
苏庄站是一个位于中国北京市房山区西潞街道长虹路、苏庄大街交叉口，属于北京地铁房山线的地铁车站。

## 位置
该站位于长虹西路和苏庄大街的交汇处，呈东西走向。

## 结构

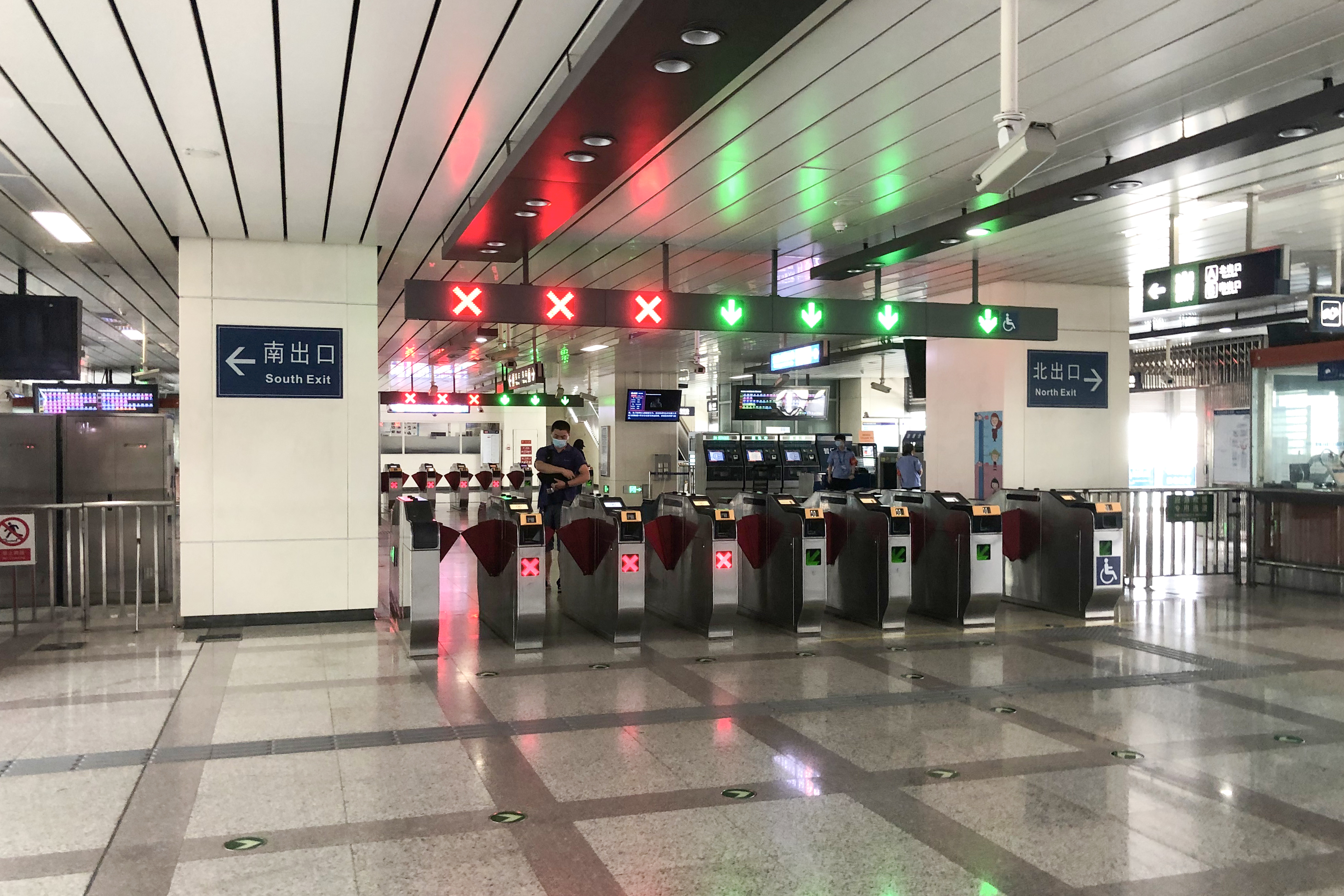
站厅

苏庄站为高架车站，侧式站台设计。
| 地上三层 站台层 | 侧式站台，右側開门                                                      | 侧式站台，右側開门   |
| 地上三层 站台层 | █ 房山线非跨线车往东管头南 / 跨线车往国家图书馆 ( █ 9号线) （良乡南关） |                      |
| 地上三层 站台层 | █ 房山线往阎村东（終點站）                                              |                      |
| 地上三层 站台层 | 侧式站台，右側開门                                                      |                      |
| 地上二层 站厅层 | 站厅                                                                    | 客服中心、进出站闸机 |
| 地面层 出入口   | 道路                                                                    | A-B出入口            |

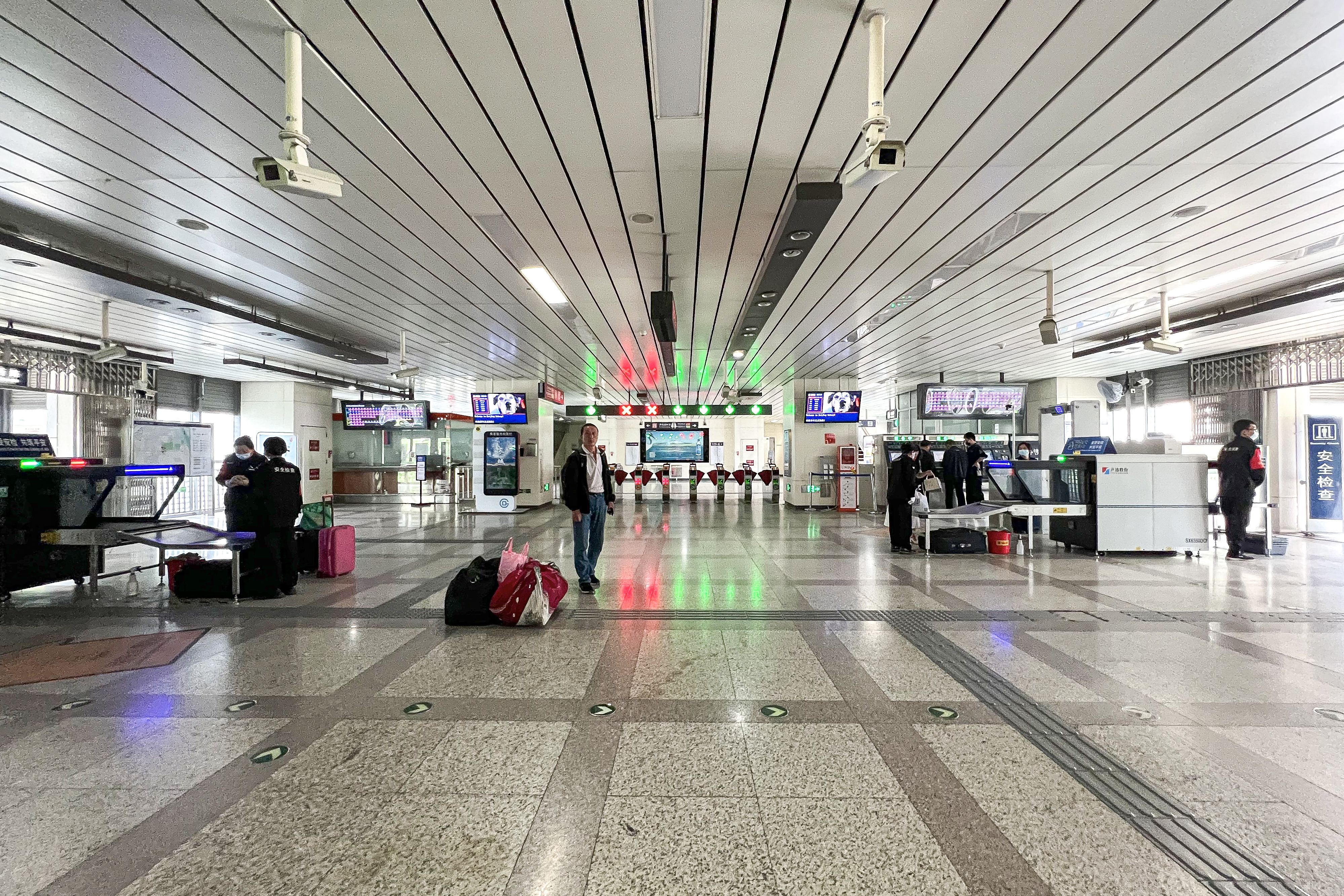
站厅
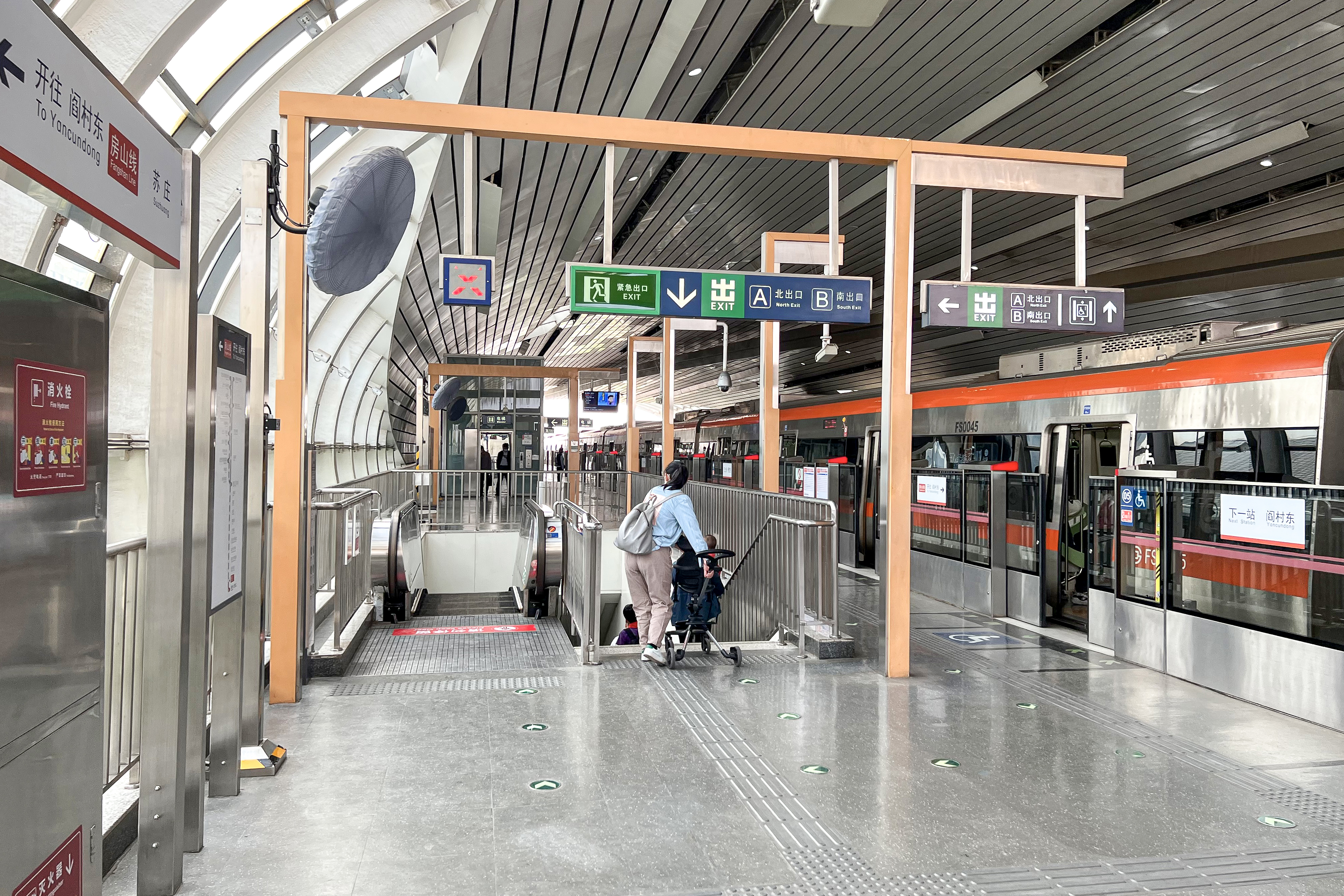
站台（阎村东方向）
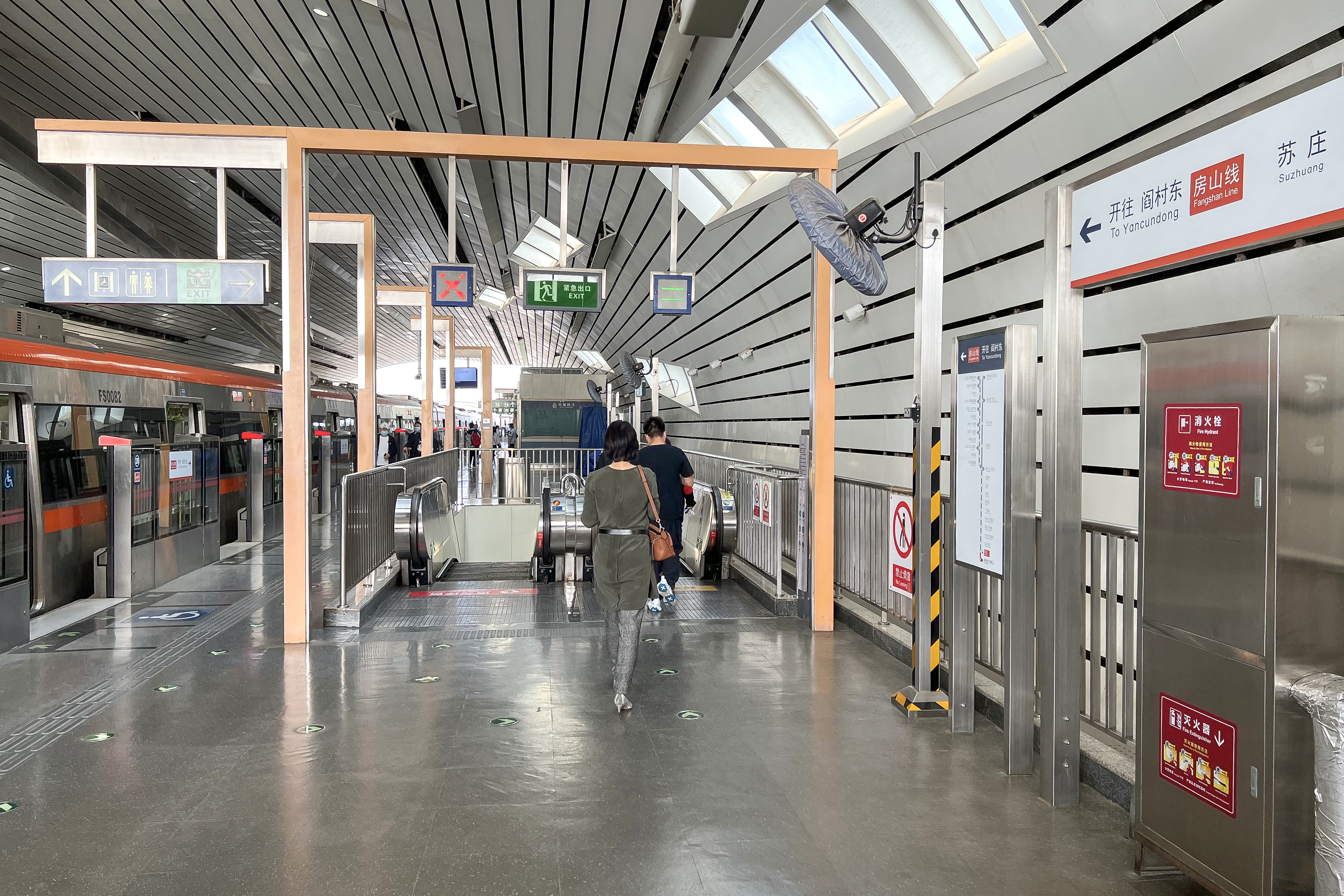
站台（阎村东方向）

## 出入口
|                           |                    |                                    |      |            |
| 编号                      | 指示               | 建议前往的目的地                   | 照片 | 无障碍设施 |
| 出口 · A · 1 · 升降机标志 | 长虹西路、苏庄大街 | 良乡中心小学、北京工商大学附属中学 |      |            |
| 出口 · A · 2              | 长虹西路、苏庄东街 | 良乡经济开发区                     |      | 不適用     |
| 出口 · B · 升降机标志     | 长虹西路、翠柳大街 | 佳世苑小区                         |      |            |
| 註： 設有                 |                    |                                    |      |            |